# أوسكار ألفارادو كوك
أوسكار ألفارادو كوك هو سياسي مكسيكي، ولد في 7 نوفمبر 1944 في Huehuetán ‏ في المكسيك. نشط حزبياً في الحزب الثوري المؤسساتي. وقد انتخب عضو مجلس النواب المكسيك ‏.